# Gertrude Pritzi
Gertrude Pritzi, oft auch Trude Pritzi genannt (* 15. Jänner 1920 in Wien; † 21. Oktober 1968 in Wien), war eine österreichische Tischtennisspielerin. Ihre größten Erfolge erreichte sie zwischen 1936 und 1944 während ihrer Vereinszugehörigkeit zum Post SV Wien. 1937 und 1938 wurde sie Weltmeisterin. Sie lebte in Wien und verdiente ihren Lebensunterhalt als Postbedienstete.

## Leben
Pritzi begann ihre Tischtennis-Laufbahn beim Verein Badner AC, wechselte 1936 zu Post SV Wien und schließlich 1945 zu Austria Wien. Später spielte sie auch noch für den First Vienna FC 1894. 1937 und 1938 gewann sie die österreichische Meisterschaft und setzte sich dabei gegen die damals vorherrschende Trude Wildam durch. 1938 wurde sie auch Weltmeisterin. 
Bereits bei der Weltmeisterschaft 1937 hatte sie das Finale erreicht, aber dieses wurde wegen Zeitüberschreitung abgebrochen; der Titel wurde damals nicht vergeben – ein Kuriosum in der Geschichte des Tischtennis. Diese Entscheidung hat der Weltverband ITTF inzwischen korrigiert: Seit April 2001 werden Trude Pritzi und die Amerikanerin Ruth Hughes Aarons als „Co-Weltmeisterinnen“ geführt.
Nach dem Anschluss Österreichs an Deutschland 1938 trat sie bei Weltmeisterschaften für Deutschland auf. Dabei wurde sie noch zweimal Weltmeisterin im Doppel. In der deutschen Rangliste wurde sie 1938 auf Rang 1 geführt.
1950 erreichte sie bei den Internationalen Tischtennis-Meisterschaften von England das Halbfinale.
1968 starb Pritzi an Krebs und wurde auf dem Döblinger Friedhof beigesetzt.
2010 wurde sie in die ITTF Hall of Fame aufgenommen, 2015 in die ETTU Hall of Fame.
Trude Pritzis Bruder Wilhelm nahm an der Deutschen Meisterschaft 1940 teil.

## Erfolge
- Weltmeisterschaften
  - 1937 in Baden: 1. Platz Einzel zusammen mit Ruth Hughes Aarons, Viertelfinale Mixed
  - 1938 in London: 1. Platz Einzel, 3. Platz Mixed mit Alfred Liebster (AUT), 3. Platz mit österreichischer Mannschaft
  - 1939 in Kairo: 2. Platz Einzel, 1. Platz Doppel mit Hilde Bussmann, 3. Platz Mixed mit Mansour Helmy (EGY), 1. Platz mit deutscher Mannschaft
  - 1947 in Paris: 3. Platz Einzel, 1. Platz Doppel mit Gizella Farkas (HUN)
  - 1948 in London: Viertelfinale Doppel
  - 1949 in Stockholm: 3. Platz Einzel
  - 1951 in Wien: 3. Platz Einzel, Viertelfinale Mixed, 2. Platz mit österreichischer Mannschaft
  - 1952 in Bombay: Viertelfinale Doppel, Viertelfinale Mixed
  - 1953 in Bukarest: 3. Platz mit österreichischer Mannschaft

- Nationale deutsche Meisterschaften
  - 1938 in Breslau – 1. Platz Einzel
  - 1939 in Frankfurt/Main – 1. Platz Einzel
  - 1940 in Baden (Wien) – 1. Platz Einzel, 1. Platz Doppel mit Otti Graszl, 1. Platz Mixed mit Otto Eckl
  - 1941 in Dresden – 1. Platz Einzel, 1. Platz Doppel mit Otti Graszl, 1. Platz Mixed mit Herbert Wunsch
  - 1942 in Dresden – 1. Platz Einzel, 1. Platz Doppel mit Otti Graszl, 2. Platz Mixed mit Herbert Wunsch
  - 1943 in Breslau – 1. Platz Einzel, 3. Platz Doppel mit Neumann, 1. Platz Mixed mit Herbert Wunsch
  - 1944 in Breslau – 1. Platz Einzel, 1. Platz Mixed mit Herbert Wunsch

- Gaumeisterschaften
  - 1938 – 1. Platz mit Team Ostmark
  - 1939 – 1. Platz mit Team Ostmark

- Österreichische Meisterschaften
  - 1937 – 1. Platz Einzel
  - 1938 – 1. Platz Einzel
  - 1946 in Wien – 1. Platz Einzel, 1. Platz Doppel (mit Otti Graszl), 1. Platz Mixed (mit Otto Eckl)
  - 1947 in Wien – 1. Platz Einzel, 1. Platz Doppel (mit Otti Graszl), 1. Platz Mixed (mit Otto Eckl)
  - 1948 in Innsbruck – 1. Platz Einzel, 1. Platz Doppel (mit Otti Graszl), 1. Platz Mixed (mit Otto Eckl)
  - 1949 in Graz – 1. Platz Einzel, 1. Platz Mixed (mit Heinrich Bednar)
  - 1950 in Linz – 2. Platz Einzel
  - 1951 in Salzburg – 1. Platz Einzel, 1. Platz Mixed (mit Otto Eckl)
  - 1952 in Wien – 1. Platz Einzel, 1. Platz Mixed (mit Otto Eckl)
  - 1953 in Bregenz – 1. Platz Einzel
  - 1954 in Klagenfurt – 2. Platz Einzel, 1. Platz Doppel mit Fritzi Lauber
  - 1955 in Wien – 1. Platz Einzel, 1. Platz Doppel mit Fritzi Lauber

- Deutsche Mannschaftsmeisterschaft
  - 1939 – 1. Platz mit Postsportverein Wien

- Internationale Meisterschaften
  - 1935 Österreich – 1. Platz Einzel
  - 1937 Deutschland – 1. Platz Einzel, 2. Platz Doppel mit Věra Votrubcová (CSSR)
  - 1938 Deutschland – 1. Platz Einzel
  - 1938 Tschechoslowakei – 1. Platz Einzel
  - 1939 Deutschland – 1. Platz Einzel, 1. Platz Doppel mit Hilde Bussmann, 2. Platz Mixed mit Karl Sediwy
  - 1946 Tschechoslowakei – 1. Platz Einzel
  - 1947 Tschechoslowakei – 1. Platz Einzel
  - 1947 Ungarn – 1. Platz Doppel mit Gizella Farkas (HUN)
  - 1948 Tschechoslowakei – 1. Platz Einzel
  - 1949 Tschechoslowakei – 1. Platz Einzel
  - 1949 Wales – 1. Platz Einzel
  - 1950 Belgien – 1. Platz Einzel
  - 1950 Genf (Schweiz) – 1. Platz Einzel, 1. Platz Doppel (mit Peter), 1. Platz Mixed (mit Meyer de Stadelhofen)
  - 1950 Jugoslawien – 1. Platz Einzel
  - 1951 England – 1. Platz Einzel
  - 1954 Deutschland – 2. Platz Doppel mit Ermelinde Wertl (AUT)
  - 1956 Basel (Schweiz) – 1. Platz Einzel

## Turnierergebnisse
| Verband | Veranstaltung     | Jahr | Ort       | Land | Einzel        | Doppel        | Mixed         | Team |
| ------- | ----------------- | ---- | --------- | ---- | ------------- | ------------- | ------------- | ---- |
| AUT     | Weltmeisterschaft | 1955 | Utrecht   | NED  | letzte 128    | Viertelfinale | letzte 16     | 4    |
| AUT     | Weltmeisterschaft | 1954 | Wembley   | ENG  | letzte 64     | keine Teiln.  | letzte 32     | 4    |
| AUT     | Weltmeisterschaft | 1953 | Bukarest  | ROU  | letzte 32     | letzte 16     | letzte 32     | 3    |
| AUT     | Weltmeisterschaft | 1952 | Bombay    | IND  | Viertelfinale | Viertelfinale | Viertelfinale | 4    |
| AUT     | Weltmeisterschaft | 1951 | Wien      | AUT  | Halbfinale    | Viertelfinale | Viertelfinale | 2    |
| AUT     | Weltmeisterschaft | 1950 | Budapest  | HUN  | Viertelfinale | letzte 32     | letzte 16     | 7    |
| AUT     | Weltmeisterschaft | 1949 | Stockholm | SWE  | Halbfinale    | letzte 16     | letzte 32     | 5    |
| AUT     | Weltmeisterschaft | 1948 | Wembley   | ENG  | Viertelfinale | Viertelfinale | letzte 16     | 11   |
| AUT     | Weltmeisterschaft | 1947 | Paris     | FRA  | Halbfinale    | Gold          | letzte 16     | 9    |
| GER     | Weltmeisterschaft | 1939 | Kairo     | EGY  | Silber        | Gold          | Halbfinale    | 1    |
| AUT     | Weltmeisterschaft | 1938 | Wembley   | ENG  | Gold          | Scratched     | Halbfinale    | 3    |
| AUT     | Weltmeisterschaft | 1937 | Baden     | AUT  | Gold          | letzte 16     | Viertelfinale | 4    |
| AUT     | Weltmeisterschaft | 1936 | Prag      | TCH  | letzte 32     | keine Teiln.  | keine Teiln.  | 4    |